# Jang Il-ok
Jang Il-ok (10 de outubro de 1986) é uma futebolista norte-coreana que atua como defensora.

## Carreira
Jang Il-ok integrou o elenco da Seleção Norte-Coreana de Futebol Feminino, nas Olimpíadas de 2008. 